# Route du Sud 2014
De 38e editie van de Route du Sud werd verreden van 20 tot en met 22 juni 2014. De wedstrijd startte in Lectoure en eindigde in Castres. De wedstrijd maakte deel uit van de UCI Europe Tour 2014, in de categorie 2.1. In 2013 won de Fransman Thomas Voeckler. Deze editie werd gewonnen door de Ier Nicolas Roche.

## Deelnemende ploegen
| WorldTour        | ProContinentaal              | Continentaal       |
| ---------------- | ---------------------------- | ------------------ |
| AG2R La Mondiale | Bretagne-Séché Environnement | BigMat-Auber 93    |
| Europcar         | Cofidis                      | La Pomme Marseille |
| FDJ.fr           | Caja Rural-Seguros RGA       | Rádio Popular      |
| Movistar         | Colombia                     |                    |
| Sky ProCycling   | IAM Cycling                  |                    |
| Tinkoff-Saxo     | MTN-Qhubeka                  |                    |

## Etappe-overzicht
| etappe | datum   | start               | finish     | type      | afstand  | winnaar        | klassementsleider |
| ------ | ------- | ------------------- | ---------- | --------- | -------- | -------------- | ----------------- |
| 1e     | 20 juni | Lectoure            | Campan     | Bergrit   | 171,7 km | Jesús Herrada  | Jesús Herrada     |
| 2e     | 21 juni | Bagnères-de-Bigorre | Val Louron | Bergrit   | 178,6 km | Nicolas Roche  | Nicolas Roche     |
| 3e     | 22 juni | Saint-Gaudens       | Castres    | Heuvelrit | 179,4 km | Adriano Malori | Nicolas Roche     |

## Etappe-uitslagen

### 1e etappe
| Lectoure – Campan (171,7 km) |                    |                    |          |
| Plaats                       | Naam               | Ploeg              | Tijd     |
| Winnaar                      | Jesús Herrada      | Movistar           | 4u22'07" |
| 2                            | Alejandro Valverde | Movistar           | + 6"     |
| 3                            | Nacer Bouhanni     | FDJ.fr             | z.t.     |
| 4                            | Nicolas Roche      | Tinkoff-Saxo       | z.t.     |
| 5                            | Romain Hardy       | Cofidis            | z.t.     |
| 6                            | Michael Rogers     | Tinkoff-Saxo       | z.t.     |
| 7                            | Rémy Di Grégorio   | La Pomme Marseille | z.t.     |
| 8                            | Ian Boswell        | Sky ProCycling     | z.t.     |
| 9                            | Jay McCarthy       | Tinkoff-Saxo       | z.t.     |
| 10                           | Stéphane Rossetto  | BigMat-Auber 93    | z.t.     |
|                              |                    |                    |          |
| 46                           | Romain Zingle      | Cofidis            | + 1'54"  |

| Algemeen klassement |                    |                    |          |
| Plaats              | Naam               | Ploeg              | Tijd     |
| Oranje trui         | Jesús Herrada      | Movistar           | 4u21'57" |
| 2                   | Alejandro Valverde | Movistar           | + 10"    |
| 3                   | Nacer Bouhanni     | FDJ.fr             | + 12"    |
| 4                   | Nicolas Roche      | Tinkoff-Saxo       | + 16"    |
| 5                   | Romain Hardy       | Cofidis            | z.t.     |
| 6                   | Michael Rogers     | Tinkoff-Saxo       | z.t.     |
| 7                   | Rémy Di Grégorio   | La Pomme Marseille | z.t.     |
| 8                   | Ian Boswell        | Sky ProCycling     | z.t.     |
| 9                   | Jay McCarthy       | Tinkoff-Saxo       | z.t.     |
| 10                  | Stéphane Rossetto  | BigMat-Auber 93    | z.t.     |
|                     |                    |                    |          |
| 46                  | Romain Zingle      | Cofidis            | + 2'04"  |

### 2e etappe
| Bagnères-de-Bigorre – Val Louron (178,6 km) |                     |                        |          |
| Plaats                                      | Naam                | Ploeg                  | Tijd     |
| Winnaar                                     | Nicolas Roche       | Tinkoff-Saxo           | 5u17'04" |
| 2                                           | Michael Rogers      | Tinkoff-Saxo           | + 45"    |
| 3                                           | Alejandro Valverde  | Movistar               | z.t.     |
| 4                                           | Kenny Elissonde     | FDJ.fr                 | z.t.     |
| 5                                           | Merhawi Kudus       | MTN-Qhubeka            | z.t.     |
| 6                                           | Stéphane Rossetto   | BigMat-Auber 93        | z.t.     |
| 7                                           | Kanstantsin Siwtsow | Sky ProCycling         | z.t.     |
| 8                                           | David Arroyo        | Caja Rural-Seguros RGA | + 1'15"  |
| 9                                           | Ian Boswell         | Sky ProCycling         | + 1'22"  |
| 10                                          | Julien Bérard       | AG2R La Mondiale       | + 1'39"  |
|                                             |                     |                        |          |
| 59                                          | Romain Zingle       | Cofidis                | + 16'31" |

| Algemeen klassement |                     |                        |          |
| Plaats              | Naam                | Ploeg                  | Tijd     |
| Oranje trui         | Nicolas Roche       | Tinkoff-Saxo           | 9u39'07" |
| 2                   | Alejandro Valverde  | Movistar               | + 45"    |
| 3                   | Michael Rogers      | Tinkoff-Saxo           | + 49"    |
| 4                   | Stéphane Rossetto   | BigMat-Auber 93        | + 55"    |
| 5                   | Merhawi Kudus       | MTN-Qhubeka            | z.t.     |
| 6                   | Kenny Elissonde     | FDJ.fr                 | z.t.     |
| 7                   | Kanstantsin Siwtsow | Sky ProCycling         | z.t.     |
| 8                   | David Arroyo        | Caja Rural-Seguros RGA | + 1'25"  |
| 9                   | Ian Boswell         | Sky ProCycling         | + 1'39"  |
| 10                  | Julien Bérard       | AG2R La Mondiale       | + 1'42"  |
|                     |                     |                        |          |
| 49                  | Romain Zingle       | Cofidis                | + 18'29" |

### 3e etappe
| Saint-Gaudens – Castres (179,4 km) |                   |                    |          |
| Plaats                             | Naam              | Ploeg              | Tijd     |
| Winnaar                            | Adriano Malori    | Movistar           | 4u07'55" |
| 2                                  | Benjamin Giraud   | La Pomme Marseille | + 5"     |
| 3                                  | Maxime Daniel     | AG2R La Mondiale   | z.t.     |
| 4                                  | Nacer Bouhanni    | FDJ.fr             | z.t.     |
| 5                                  | Clément Venturini | Cofidis            | z.t.     |
| 6                                  | Tony Hurel        | Europcar           | z.t.     |
| 7                                  | Sébastien Hinault | IAM Cycling        | z.t.     |
| 8                                  | Chris Sutton      | Sky ProCycling     | z.t.     |
| 9                                  | Sylvain Chavanel  | IAM Cycling        | z.t.     |
| 10                                 | Leonardo Duque    | Colombia           | z.t.     |
|                                    |                   |                    |          |
| 27                                 | Romain Zingle     | Cofidis            | z.t.     |

## Eindklassementen
| Plaats      | Naam                 | Ploeg                        | Tijd      |
| ----------- | -------------------- | ---------------------------- | --------- |
| Oranje trui | Nicolas Roche        | Tinkoff-Saxo                 | 13u47'07" |
| 2           | Alejandro Valverde   | Movistar                     | + 45"     |
| 3           | Michael Rogers       | Tinkoff-Saxo                 | + 49"     |
| 4           | Kanstantsin Siwtsow  | Sky ProCycling               | + 53"     |
| 5           | Merhawi Kudus        | MTN-Qhubeka                  | + 55"     |
| 6           | Stéphane Rossetto    | BigMat-Auber 93              | z.t.      |
| 7           | Kenny Elissonde      | FDJ.fr                       | z.t.      |
| 8           | David Arroyo         | Caja Rural-Seguros RGA       | + 1'25"   |
| 9           | Ian Boswell          | Sky ProCycling               | + 1'39"   |
| 10          | Julien Bérard        | AG2R La Mondiale             | + 1'42"   |
| 11          | Rémy Di Grégorio     | La Pomme Marseille           | + 1'58"   |
| 12          | Jay McCarthy         | Tinkoff-Saxo                 | + 2'04"   |
| 13          | Brice Feillu         | Bretagne-Séché Environnement | z.t.      |
| 14          | Ignatas Konovalovas  | MTN-Qhubeka                  | z.t.      |
| 15          | Federico Figueiredo  | Rádio Popular                | z.t.      |
| 16          | Edward Beltrán       | Tinkoff-Saxo                 | z.t.      |
| 17          | Florian Guillou      | Bretagne-Séché Environnement | z.t.      |
| 18          | Rudy Molard          | Cofidis                      | + 2'09"   |
| 19          | Rodolfo Torres       | Colombia                     | + 2'36"   |
| 20          | Miguel Ángel Rubiano | Colombia                     | + 2'59"   |
|             |                      |                              |           |
| 48          | Romain Zingle        | Cofidis                      | + 18'29"  |

| Plaats      | Naam               | Ploeg        | Punten |
| ----------- | ------------------ | ------------ | ------ |
| Groene trui | Nicolas Roche      | Tinkoff-Saxo | 33     |
| 2           | Alejandro Valverde | Movistar     | 32     |
| 3           | Nacer Bouhanni     | FDJ.fr       | 28     |

| Plaats    | Naam                | Ploeg            | Punten |
| --------- | ------------------- | ---------------- | ------ |
| Roze trui | Alexis Vuillermoz   | AG2R La Mondiale | 18     |
| 2         | Jérôme Cousin       | Europcar         | 12     |
| 3         | Kanstantsin Siwtsow | Sky ProCycling   | 11     |

| Plaats     | Naam             | Ploeg              | Punten |
| ---------- | ---------------- | ------------------ | ------ |
| Witte trui | Axel Domont      | AG2R La Mondiale   | 18     |
| 2          | Rémy Di Grégorio | La Pomme Marseille | 12     |
| 3          | Nacer Bouhanni   | FDJ.fr             | 9      |

| Plaats | Ploeg        | Tijd      |
| ------ | ------------ | --------- |
|        | Tinkoff-Saxo | 42u24'30" |
| 2      | Colombia     | + 6'37"   |
| 3      | Cofidis      | + 6'54"   |

## Klassementenverloop
| Etappe       | Winnaar        | Algemeen klassement · | Puntenklassement · | Bergklassement ·    | Jongerenklassement · | Ploegenklassement |
| ------------ | -------------- | --------------------- | ------------------ | ------------------- | -------------------- | ----------------- |
| 1            | Jesús Herrada  | Jesús Herrada         | Jesús Herrada      | Kanstantsin Siwtsow | Axel Domont          | Tinkoff-Saxo      |
| 2            | Nicolas Roche  | Nicolas Roche         | Nicolas Roche      | Alexis Vuillermoz   | Axel Domont          | Tinkoff-Saxo      |
| 3            | Adriano Malori | Nicolas Roche         | Nicolas Roche      | Alexis Vuillermoz   | Axel Domont          | Tinkoff-Saxo      |
| 0Eindstanden | 0Eindstanden   | Nicolas Roche         | Nicolas Roche      | Alexis Vuillermoz   | Axel Domont          | Tinkoff-Saxo      |

## UCI Europe Tour
In deze Route du Sud waren punten te verdienen voor de ranking in de UCI Europe Tour 2014. Enkel renners die uitkwamen voor een (pro-)continentale ploeg, maakten aanspraak om punten te verdienen.
| Positie                      | 1e | 2e | 3e | 4e | 5e | 6e | 7e | 8e | 9e | 10e | 11e | 12e |
| Eindklassement               | 80 | 56 | 32 | 24 | 20 | 16 | 12 | 8  | 7  | 6   | 5   | 3   |
| Per etappe                   | 16 | 11 | 6  | 5  | 4  | 2  |    |    |    |     |     |     |
| Drager leiderstrui (per dag) | 8  |    |    |    |    |    |    |    |    |     |     |     |

| # | Renner            | Ploeg                  | Punten |
| - | ----------------- | ---------------------- | ------ |
| 1 | Merhawi Kudus     | MTN-Qhubeka            | 24     |
| 2 | Stéphane Rossetto | BigMat-Auber 93        | 18     |
| 3 | Benjamin Giraud   | La Pomme Marseille     | 11     |
| 4 | David Arroyo      | Caja Rural-Seguros RGA | 8      |
| 5 | Rémy Di Grégorio  | La Pomme Marseille     | 5      |
| 6 | Romain Hardy      | Cofidis                | 4      |
| 6 | Clément Venturini | Cofidis                | 4      |

1977 · 1978 · 1979 · 1980 · 1981 · 1982 · 1983 · 1984 · 1985 · 1986 · 1987 · 1988 · 1989 · 1990 · 1991 · 1992 · 1993 · 1994 · 1995 · 1996 · 1997 · 1998 · 1999 · 2000 · 2001 · 2002 · 2003 · 2004 · 2005 · 2006 · 2007 · 2008 · 2009 · 2010 · 2011 · 2012 · 2013 · 2014 · 2015 · 2016 · 2017 · 2018 · 2019 · 2020 · 2021 · 2022 · 2023 · 2024
Etappewedstrijden

 Ster van Bessèges ·
 Ronde van de Middellandse Zee ·
 Ruta del Sol ·
 Ronde van de Algarve ·
 Ronde van de Haut-Var ·
 Driedaagse van West-Vlaanderen ·
 Internationale Wielerweek ·
 Internationaal Wegcriterium ·
 Driedaagse van De Panne-Koksijde ·
 Ronde van de Sarthe ·
 Ronde van Trentino ·
 Ronde van Turkije ·
 Vierdaagse van Duinkerke ·
 Ronde van Azerbeidzjan ·
 Szlakiem Grodów Piastowskich ·
 Ronde van Castilië en León ·
 Ronde van Picardië ·
 Ronde van Noorwegen ·
 World Ports Classic ·
 Ronde van Beieren ·
 Ronde van België ·
 Tour des Fjords ·
 Ronde van Estland ·
 Ronde van Luxemburg ·
 Boucles de la Mayenne ·
 Ster ZLM Toer ·
 Ronde van Slovenië ·
 Route du Sud ·
 Ronde van Oostenrijk ·
 Sibiu Cycling Tour ·
 Ronde van Wallonië ·
 Ronde van Portugal ·
 Ronde van Denemarken ·
 Ronde van de Ain ·
 Ronde van Burgos ·
 Arctic Race of Norway ·
 Ronde van de Limousin ·
 Ronde van Poitou-Charentes ·
 Ronde van Groot-Brittannië ·
 Ronde van Gévaudan Languedoc-Roussillon ·
 Eurométropole Tour
Eendaagse wedstrijden

 GP La Marseillaise ·
 Grote Prijs van de Etruskische Kust ·
 Trofeo Palma ·
 Trofeo Ses Salines ·
 Trofeo Serra de Tramuntana ·
 Trofeo Platja de Muro ·
 Trofeo Laigueglia ·
 Ronde van Murcia ·
 Omloop Het Nieuwsblad ·
 Classic Sud Ardèche ·
 GP Lugano ·
 Clásica de Almería ·
 Kuurne-Brussel-Kuurne ·
 La Drôme Classic ·
 Le Samyn ·
 GP Città di Camaiore ·
 Strade Bianche ·
 Roma Maxima ·
 Ronde van Drenthe ·
 Dwars door Drenthe ·
 Nokere Koerse ·
 GP Nobili Rubinetterie ·
 Handzame Classic ·
 Classic Loire-Atlantique ·
 Grote Prijs van Cholet-Pays de Loire ·
 Dwars door Vlaanderen ·
 Route Adélie de Vitré ·
 Volta Limburg Classic ·
 Grote Prijs Miguel Indurain ·
 Ronde van La Rioja ·
 Scheldeprijs ·
 GP Cerami ·
 Klasika Primavera ·
 Parijs-Camembert ·
 Brabantse Pijl ·
 GP Denain ·
 Ronde van de Finistère ·
 Tro Bro Léon ·
 Ronde van Keulen ·
 La Roue Tourangelle ·
 Rund um den Finanzplatz Eschborn-Frankfurt ·
 Ronde van de Somme ·
 ProRace Berlin ·
 Grote Prijs van Plumelec ·
 Boucles de l'Aulne ·
 Ronde van Zeeland Seaports ·
 GP Kanton Aargau ·
 Ronde van Limburg ·
 Ronde van de Apennijnen ·
 Halle-Ingooigem ·
 Prueba Villafranca de Ordizia ·
 GP Industria & Artigianato-Larciano ·
 Ronde van Toscane ·
 Circuito de Getxo ·
 Polynormande ·
 RideLondon Classic ·
 GP Stad Zottegem ·
 Arnhem-Veenendaal Classic ·
 Châteauroux Classic de l'Indre ·
 Druivenkoers Overijse ·
 Brussels Cycling Classic ·
 GP Fourmies ·
 Ronde van de Doubs ·
 GP Jef Scherens ·
 Coppa Bernocchi ·
 GP van Wallonië ·
 Coppa Agostoni ·
 Ronde van de Drie Valleien ·
 Kampioenschap van Vlaanderen ·
 Grote Prijs Impanis-Van Petegem ·
 Memorial Marco Pantani ·
 GP Industria & Commercio di Prato ·
 GP van Isbergues ·
 Omloop van het Houtland ·
 Duo Normand ·
 Milaan-Turijn ·
 Ronde van het Münsterland ·
 Ronde van de Vendée ·
 Memorial Frank Vandenbroucke ·
 Coppa Sabatini ·
 Parijs-Bourges ·
 Ronde van Emilia ·
 Parijs-Tours ·
 GP Beghelli ·
 Nationale Sluitingsprijs ·
 Chrono des Nations